# EPA! (programa de televisión argentino)
EPA! (anteriormente conocido como Es por ahí) fue un programa de televisión de interés general argentino emitido por América TV de lunes a viernes a las 10:30 (UTC -3). Sus conductores en la primera temporada, en 2021, fueron Guillermo Andino y Soledad Fandiño; en la segunda temporada, en 2022, estuvieron Julieta Prandi y Tucu López y en la tercera y última temporada en 2023, su conductor fue Nicolás Magaldi. Su estreno fue el 8 de marzo de 2021 y su emisión en vivo fue el 5 de abril de 2023.

## Formato
El ciclo se centra en comunicar noticias del espectáculo y de la actualidad del país, como así también en cocinar y mostrar diferentes recetas. Al mismo tiempo, reciben invitados del ambiente artístico y presentan móviles desde distintos puntos de la provincia de Buenos Aires informando sobre las diferentes actividades turísticas y espectáculos que tiene el público para acceder.

## Historia
A fines de febrero del 2021, se confirmó que Guillermo Andino y Soledad Fandiño fueron elegidos para ser los conductores del programa que iría en reemplazo de Informados de todo y que estarían acompañados por Guido Záffora en el rol de panelista de espectáculos y que Chantal Abad se encargaría de la cocina, mientras que le fecha del debut fue establecida para el 8 de marzo de ese año. En noviembre, Fandiño confirmó su renuncia al programa, ya que tenías planes de volver a la actuación. En diciembre, surgieron rumores sobre un posible levantamiento del programa debido a la salida de Fandiño, sin embargo, el canal nunca confirmó la información, pero sí que Andino no seguiría en el ciclo al otro año. Ese mismo mes, el canal confirmó que el Tucu López y Julieta Prandi serían los nuevos conductores y que Fabián Rubino y Locho Loccisano eran las nuevas incorporaciones del programa. En febrero del 2022, se produjo la salida de Rubino del ciclo.
A partir del 14 de marzo del 2022, el programa cambió su clásico horario de las 11:00 hs a las 10:00 hs debido a la llegada de América noticias al mediodía. Con ello, también se anunció la incorporación de Gustavo Grabia y Silvana Cataruozzolo como los nuevos panelistas del ciclo.
A partir del 2 de enero de 2023, el ciclo se relanzó con Nicolás Magaldi como conductor y un nuevo panel.
En marzo de 2023, volvió Pamela David a la televisión con la llegada de la promo de Desayuno americano. Con esto Nicolás Magaldi dejó EPA! el 31 de marzo, el programa continuó una semana más con la conducción de Diego Ramos terminando oficialmente el 7 de abril de 2023 después de tres temporadas.

## Equipo
| Guillermo Andino     | Conductor  |            |           |  |  |  |  |
| Soledad Fandiño      | Conductora |            |           |  |  |  |  |
| Tucu López           |            | Conductor  |           |  |  |  |  |
| Julieta Prandi       |            | Conductora |           |  |  |  |  |
| Nicolás Magaldi      |            |            | Conductor |  |  |  |  |
| Guido Záffora        | Panelista  | Panelista  | Panelista |  |  |  |  |
| Fabián Rubino        |            | Panelista  |           |  |  |  |  |
| Silvana Cataruozzolo |            | Panelista  |           |  |  |  |  |
| Gustavo Grabia       |            | Panelista  | Panelista |  |  |  |  |
| Daniel Ambrosino     |            |            | Panelista |  |  |  |  |
| Eliana Gercio        |            |            | Panelista |  |  |  |  |
| Diana Deglauy        |            |            | Panelista |  |  |  |  |
| Locho Loccisano      |            | Cronista   |           |  |  |  |  |
| Renzo Berengoechea   |            |            | Cronista  |  |  |  |  |
| Chantal Abad         | Chef       | Chef       |           |  |  |  |  |
| Santiago del Azar    |            |            | Chef      |  |  |  |  |
| Diego Ramos          |            |            | Conductor |  |  |  |  |